# Midland Football Combination
Midland Football Combination var en engelsk fotbollsliga som täckte delar av West Midlands. Den hade fem divisioner (varav en reservdivision), och toppdivisionen Premier Division låg på nivå 10 i det engelska ligasystemet. Ligan var en matarliga till Midland Football Alliance tillsammans med West Midlands (Regional) League och Leicestershire Senior League.
2014 slogs ligan samman med Midland Football Alliance och bildade Midland Football League.
Ligan bildades 1927 som Worcestershire Combination, men 1968 ändrade man namnet till Midland Football Combination för att spegla det större upptagningsområdet. Innan 2006 var Premier Division på nivå 11 fastän man skickade upp klubbar till nivå 9. 2006 uppgraderades den till nivå 10. Detta gjorde att lagen i de två högsta divisionerna kunde delta i FA Vase och lag i Premier Division kunde vara med i FA-cupen (genom kvalspel). Varje division hade sin egen cuptävling, Premier Divisions hette President's Cup.

## Mästare
| År      | Mästare               |
| ------- | --------------------- |
| 1971-72 | Alvechurch            |
| 1972-73 | Highgate United       |
| 1973-74 | Highgate United       |
| 1974-75 | Highgate United       |
| 1975-76 | Northfield Town       |
| 1976-77 | Blakenall             |
| 1977-78 | Sutton Coldfield Town |
| 1978-79 | Sutton Coldfield Town |
| 1979-80 | Bridgnorth Town       |
| 1980-81 | Moor Green            |

| År      | Mästare              |
| ------- | -------------------- |
| 1981-82 | Chipping Norton Town |
| 1982-83 | Bridgnorth Town      |
| 1983-84 | Studley              |
| 1984-85 | Mile Oak Rovers      |
| 1985-86 | Boldmere St Michaels |
| 1986-87 | Stratford Town       |
| 1987-88 | Racing Club Warwick  |
| 1988-89 | Boldmere St Michaels |
| 1989-90 | Boldmere St Michaels |
| 1990-91 | West Midlands Police |

| År        | Mästare             |
| --------- | ------------------- |
| 1991-92   | Evesham United      |
| 1992-93   | Armitage 90         |
| 1993-94   | Pershore Town       |
| 1994-95   | Northfield Town     |
| 1995-96   | Bloxwich Town       |
| 1996-97   | Kings Norton Town   |
| 1997-98   | Worcester Athletico |
| 1998-99   | Alveston            |
| 1999-2000 | Nuneaton Griff      |
| 2000-01   | Nuneaton Griff      |

| År      | Mästare                 |
| ------- | ----------------------- |
| 2001-02 | Grosvenor Park          |
| 2002-03 | Alvechurch              |
| 2003-04 | Romulus                 |
| 2004-05 | Leamington              |
| 2005-06 | Atherstone Town         |
| 2006-07 | Coventry Sphinx         |
| 2007-08 | Coleshill Town          |
| 2008-09 | Loughborough University |
| 2009-10 | Heath Hayes             |
| 2010-11 | Heather St. John's      |

| År      | Mästare          |
| ------- | ---------------- |
| 2011-12 | Continental Star |
| 2012-13 | Walsall Wood     |
| 2013-14 |                  |

### Webbkällor
Den här artikeln är helt eller delvis baserad på material från engelskspråkiga Wikipedia, Midland Football Combination, 16 juli 2015.